# سوزان جي. سكوت
سوزان جي. سكوت هي فنانة كندية، ولدت في 1949 في مونتريال في كندا.

## وصلات خارجية
- الموقع الرسمي